# Anarta myrtilli
Anarta myrtilli (tên tiếng Anh: Beautiful Yellow Underwing) là một loài bướm đêm thuộc họ Noctuidae. Nó được tìm thấy ở hầu hết châu Âu.

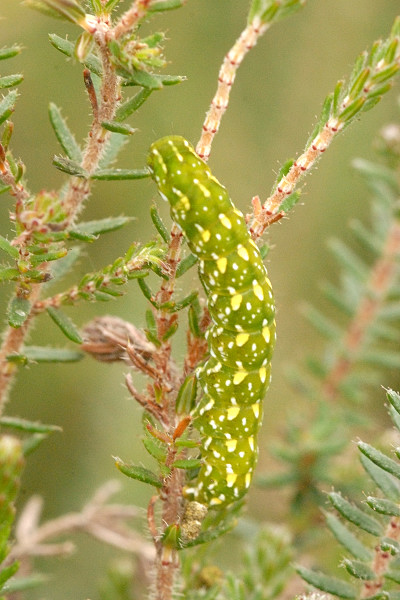
Sâu bướm

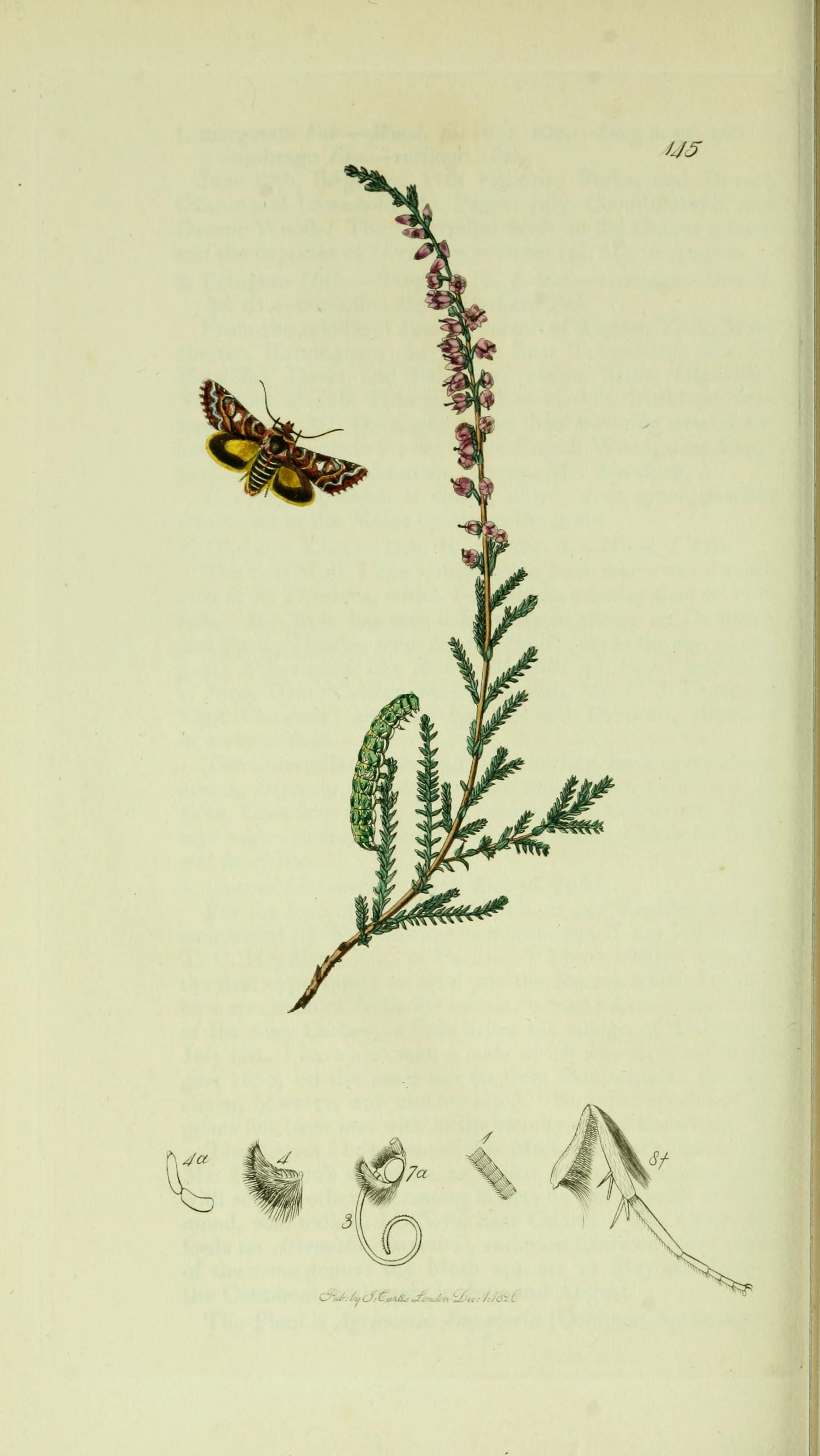
Hình minh họa của John Curtis's British Entomology Volume 5

Sải cánh dài 20–22 mm. Con trưởng thành bay between tháng 5 đến tháng 8 tùy theo địa điểm. Mỗi năm loài này có thể có hai thế hệ.
Ấu trùng ăn Calluna vulgaris và Erica tetralix.

## Hình ảnh

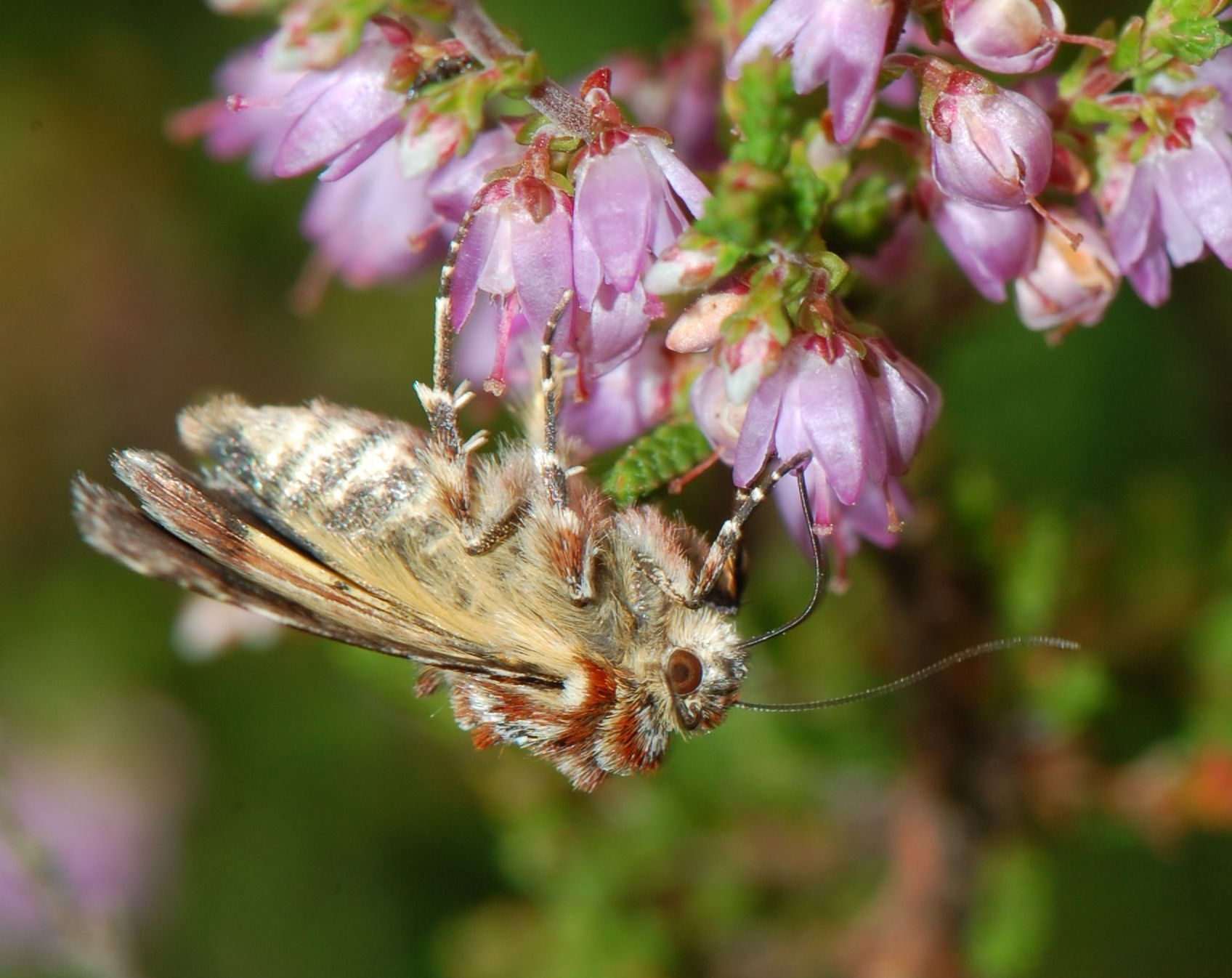
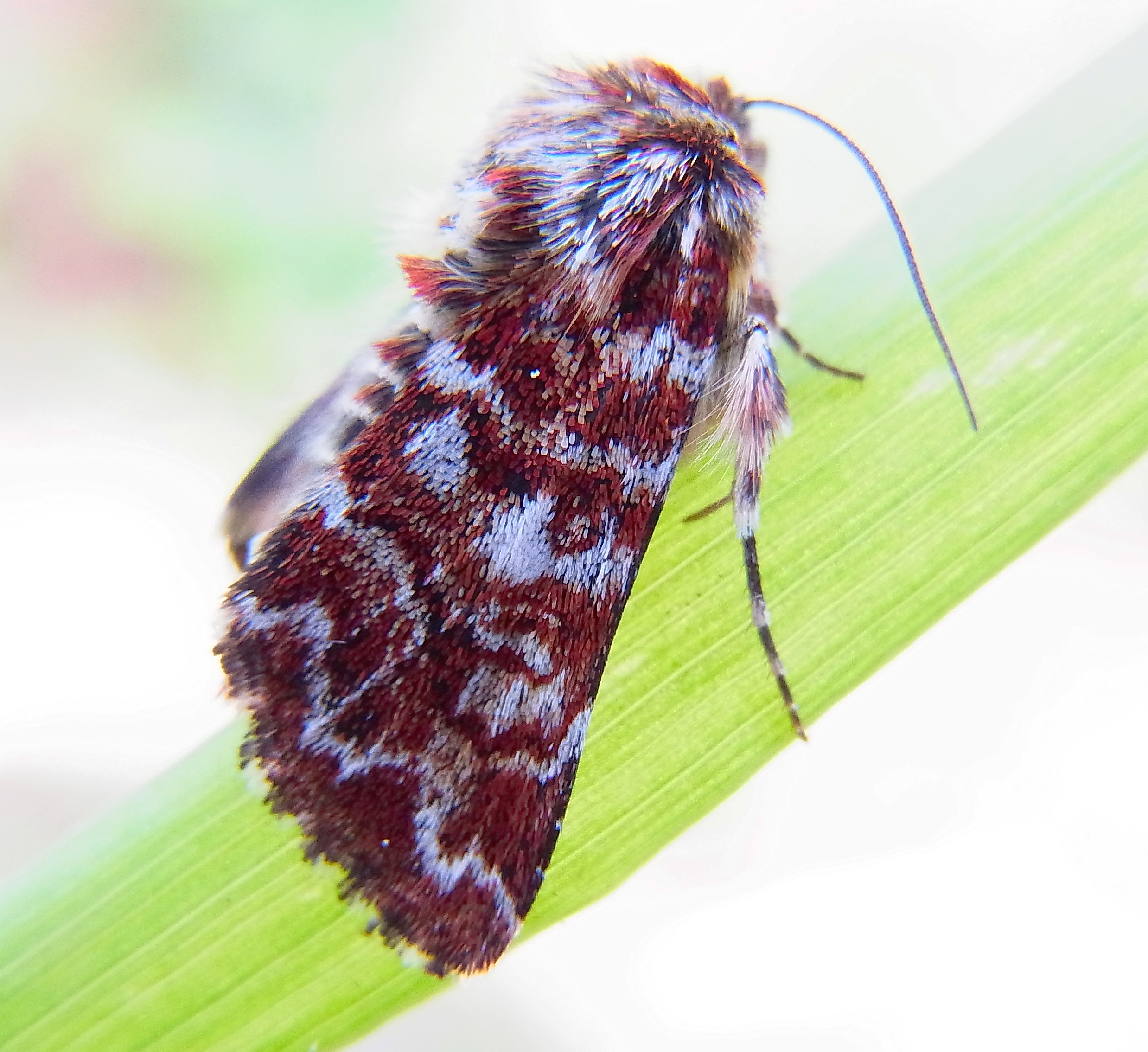
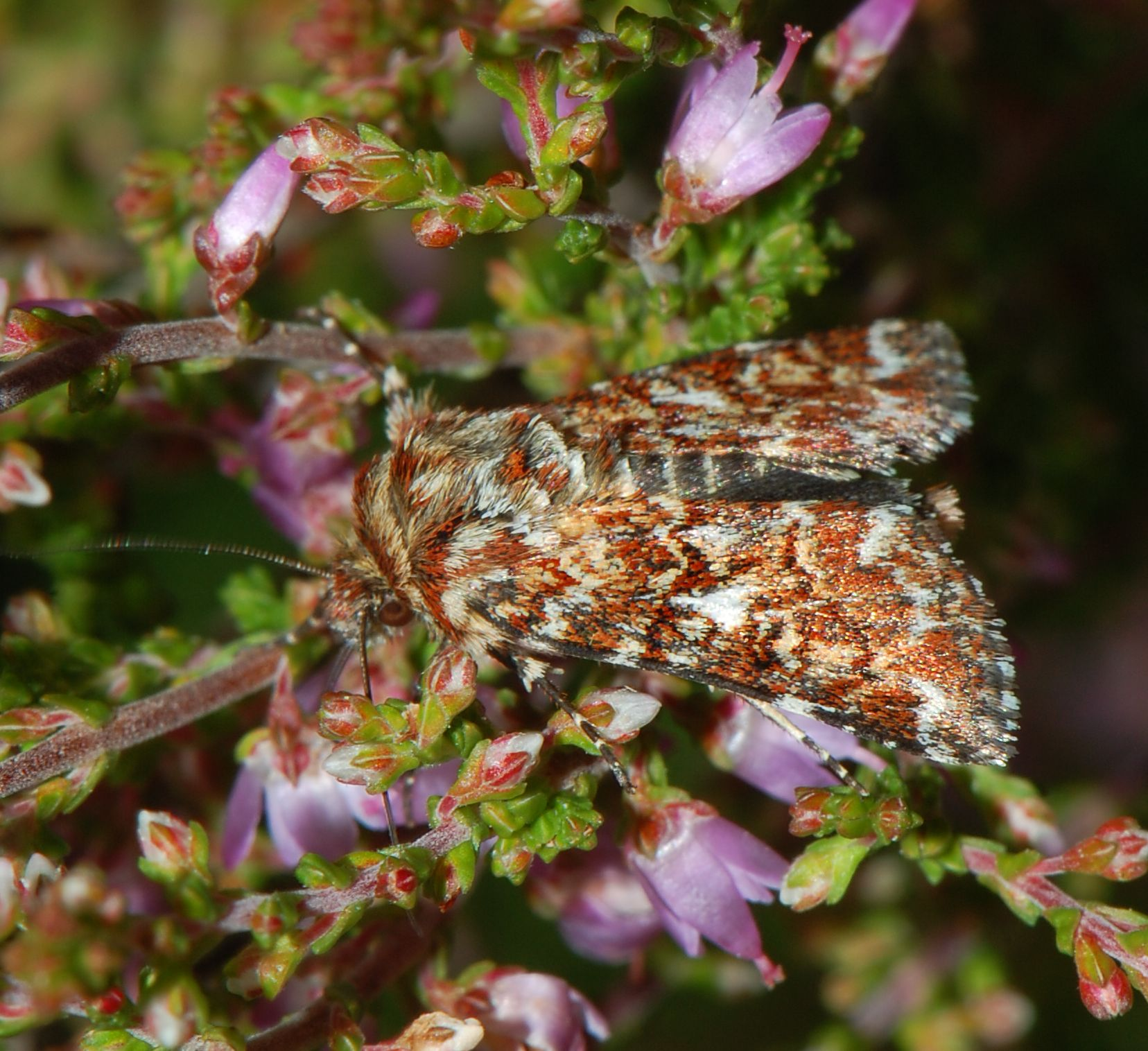
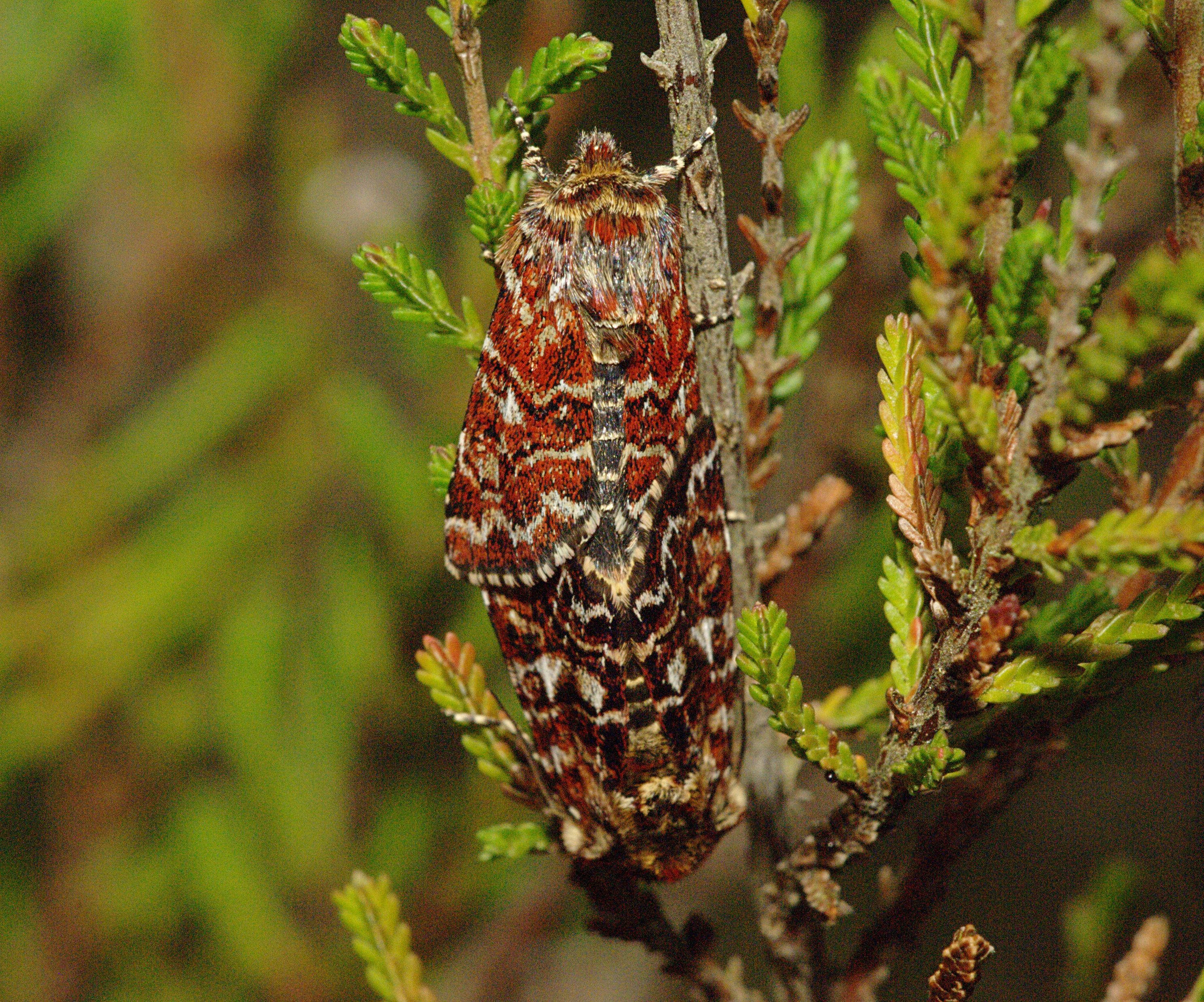